# Sondre Turvoll Fossli
Sondre Turvoll Fossli, né le 11 août 1993, est un fondeur norvégien. Il est depuis ses débuts spécialiste du sprint et est cité parmi les plus importants espoirs norvégiens.

## Carrière
Sa première saison dans le cirque blanc date de 2009-2009. Il fait ses débuts en Coupe du monde en février 2011 à Drammen (25e du sprint), la même année où il se révèle chez les juniors par une médaille d'argent aux Mondiaux de sa catégorie sur le sprint. C'est également à Drammen qu'il obtient son premier top 10 en Coupe du monde, deux ans plus tard avec une neuvième place en sprint classique. 
Au tout début de la saison 2014-2015, il monte sur son premier podium en Coupe du monde en se classant troisième du sprint classique de Kuusamo derrière ses compatriotes Eirik Brandsdal et Petter Northug.

## Palmarès

### Coupe du monde
- Meilleur classement général : 27e en 2015.
- Meilleur classement en sprint : 5e en 2015.
- 3 podiums individuels : 1 deuxième place et 2 troisièmes places.

#### Victoires
- Sprint de Ruka au 3 days Tour 2015-2016.

### Championnats du monde junior
- 1 médaille d'argent : sprint classique à Otepää en 2011.
- 2 médailles de bronze : sprint libre et relais à Erzurum en 2012.

### Championnats du monde des moins 23 ans
- 1 médaille d'or : sprint classique en 2015.